# リル・ティージェイ
リル・ティージェイ（Lil Tjay、本名: Tione Jayden Merritt、2001年4月30日 - ）はアメリカ合衆国のラッパー、シンガーソングライターである。

## 生い立ち
ティージェイはニューヨーク市ブロンクス区フォードハム地区で生まれ育った。彼はシングルマザーに育てられ、2人の年下の兄弟と広々としたアパートで暮らしていたとされている。ティージェイは自身を3人の子供の中で最も問題児であると語っており、しばしば軽窃盗や学校での喧嘩に巻き込まれた。15歳の時、ティージェイは強盗で逮捕され、少年院で1年を過ごした。そこで彼はラップを書き始め、ヒット曲の一つとなる「Resume」も含まれており、後にSoundCloudでリリースした。
ティージェイの幼なじみであるスメリは、2016年8月14日に刺殺された。ティージェイは自身のいくつかの楽曲で「Smelly」という名前を引用し、幼なじみに敬意を表している。

## 経歴

### 2017年–2019年: キャリア初期、レコード契約、『True 2 Myself』

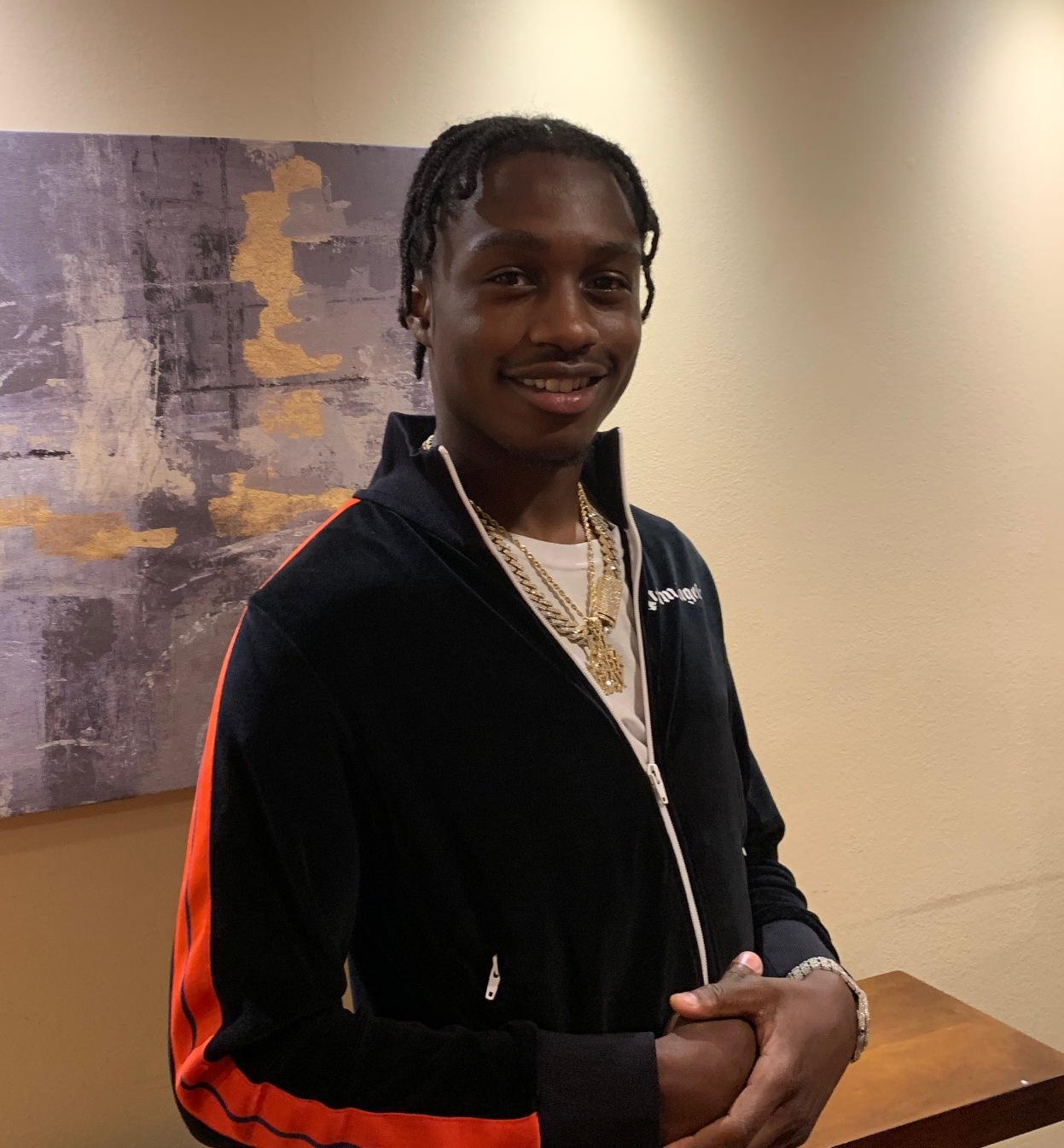
2019年のリル・ティージェイ

2017年、ティージェイはSoundCloudでの音楽リリースを開始した。彼の最初の曲の一つである「Resume」は、ティージェイが16歳の時にリリースされ、瞬く間にオンラインで広まった。
2018年3月10日、ティージェイはCoast 2 Coast LIVEのNYC All Ages Editionに出場し、1位を獲得した。このパフォーマンスは、ショーケースの審査員として参加していたレコードレーベルのA&Rの注目を集めた。その後すぐに、ティージェイはシングル「Brothers」をリリースし、これが当時の彼の最大のヒット曲となり、コロムビア・レコードとの契約につながった。
2018年にYouTubeでリリースされたシングル「None of Your Love」では、ジャスティン・ビーバーの楽曲「Baby」をサンプリングしたことで評価を得た。
ティージェイの音楽キャリアの最初の10か月間で、彼はSoundCloudで100万回以上の再生回数を記録した5曲をリリースした。「Brothers」、「Resume」、「Goat」、「Leaked」はそれぞれ数千万回のストリーミングを記録した。2018年7月、ティージェイはプロデューサーのキャッシュマネーAPと共同で「None of Your Love」をリリースし、これもまた数千万回の再生回数を記録した。ティージェイは2018年末にデビューEP『No Comparison』をリリースした。
2019年1月、ティージェイはラッパー仲間であるポロGのシングル「Pop Out」にフィーチャーされ、同曲はBillboard Hot 100で最高位11位を記録した。同年7月には、ボーイバンドプリティマッチの「Lying」にフィーチャーされた。その後、EP『F.N』をリリースし、そのリードシングルである「F.N」はBillboard Hot 100で最高位56位を記録し、彼の初のソロチャートイン曲となった。ティージェイは2019年10月11日にデビューアルバム『True 2 Myself』をリリースした。同アルバムは全米Billboard 200で5位に初登場し、最高位も5位であった。12月には、24kGoldnの楽曲「Valentino」のリミックスにフィーチャーされた。

### 2020年–2021年: 『State of Emergency』と『Destined 2 Win』
2020年初頭、ティージェイはシングル「20/20」で再びBillboard Hot 100にランクインし、最高位94位を記録した。2020年5月8日、ティージェイはEP『State of Emergency』をリリースした。これはニューヨーク市で人気のサブジャンルであるドリル・ミュージックに重点を置いた作品であった。全7曲からなるこのEPには、「Zoo York」（フィヴィオ・フォーリンとポップ・スモークをフィーチャー）が収録され、Hot 100で最高位65位を記録した。同年7月、ティージェイはポップ・スモークの初の死後リリースアルバム『Shoot for the Stars, Aim for the Moon』に収録された楽曲「Mood Swings」に登場し、この曲はBillboard Hot 100で17位に達した。8月11日、ティージェイは『XXL』の2020年フレッシュマン・クラスに選出された。10月には、ティージェイはX（旧Twitter）で新しいプロジェクトを示唆した。
2021年2月12日、ティージェイはアトランタ出身の歌手6LACKとのコラボレーションシングル「Calling My Phone」をリリースし、カム・バスビーが監督したミュージックビデオも公開された。この曲はBillboard Hot 100で3位に初登場し、ティージェイのキャリアで最高のチャート成績を収めたシングルとなった。3月19日、ティージェイはポロGとフィヴィオ・フォーリンとのコラボレーション「Headshot」を2枚目のスタジオ・アルバム『Destined 2 Win』からのセカンドシングルとしてリリースし、同アルバムは2021年4月2日にリリースされた。アルバムは21曲で構成されている。10月22日、ティージェイは次の3枚目のスタジオ・アルバムからのリードシングル「Not in the Mood」（フィヴィオ・フォーリンとケイ・フロックをフィーチャー）をリリースした。このシングルは、リリース前の9月からTikTokを使ってスニペットが公開されていた。

### 2022年–現在: 『222』
2022年3月上旬、ティージェイはアイヤズの楽曲「Replay」をサンプリングした新曲「In My Head」を示唆し始めた。この曲は最終的に2022年4月1日にリリースされた。同年4月、ティージェイは自身のYouTubeチャンネルでフリースタイル「Lavish」を公開した。翌日、彼はEP『Strictly 4 My Fans』のリリースを発表した。8月26日、ティージェイはシングル「Beat the Odds」をリリースし、自身の危うく命を落としかけた銃撃事件と、その回復状況について詳細を語った。11月17日、ティージェイはシングル「Give You What You Want」のトレーラーを公開し、同日午後4時にYouTubeでリリースされた。
2023年6月下旬、ティージェイはソーシャルメディアで新しいアルバムが制作中であることを明かし、6月23日にリードシングル「June 22nd」をリリースした。彼はInstagramでアルバムのタイトルが『222』であることを明かし、7月7日にはヤングボーイ・ネヴァー・ブローク・アゲインをフィーチャーした「Project Walls」をリリースした。同時にアルバムのアートワークとトラックリストを公開し、サマー・ウォーカー、ザ・キッド・ラロイ、フィヴィオ・フォーリン、ジェイダキス、ポロG、ココ・ジョーンズが参加していることを発表した。アルバムのリリース前には、ティージェイは自身のソーシャルメディアで短いドキュメンタリーを公開し、ワイヤレス・フェスティバル2023ではフィヴィオ・フォレインと「Bla Bla」を披露した。『222』は2023年7月14日にリリースされ、初週に2.2万枚を売り上げた。

## 2022年の銃撃事件
2022年6月22日、ティージェイはエッジウォーターでの強盗未遂中に7発の銃弾を受けた。彼はハッケンサック大学メディカルセンターに空路搬送され、緊急手術を受けた。ティージェイの友人であるもう一人の被害者、22歳のアントワーヌ・ボイドも一度銃撃を受け、安定した状態であった。一方、銃撃犯もまた銃弾を受けており、身元不明の共犯者の助けを借りて逃走した。バーゲン郡検察庁は、この銃撃事件は無差別ではないと見られるとし、一人の被害者は危篤状態から安定状態に回復し、もう一人は良好な状態であると報告した。
同日、警察は27歳のモハメド・コナテを逮捕し、第一級殺人未遂罪3件、第一級武装強盗罪3件、および複数の銃器関連の罪で起訴した。ティージェイと一緒にいたジェフリー・バルデス（無傷）とアントワーヌ・ボイドは、共に第二級の銃器の不法所持で起訴されたが、後に起訴は取り下げられた。ティージェイは一切の犯罪で起訴されなかった。
2022年6月23日、ティージェイは銃撃後も意識不明の状態が続いていると報じられた。数日間にわたりティージェイの状態に関する信頼できる情報がない中、彼が麻痺状態になり、脳死状態にある可能性さえあるという噂が広まり始めた。しかし、2022年7月1日、ティージェイは依然として入院中ではあるものの「意識があり、会話できる状態にある」というニュースが報じられ、複数の情報源がこれらの噂を否定した。
2022年8月24日、ティージェイは自身のソーシャルメディアアカウントに近況報告の動画をアップロードした。動画の中で彼は、頸椎カラー（ネックブレース）を着用しながら、「以前よりも強くなって戻ってくる」と述べ、自身の回復について語った。
2022年8月26日、ティージェイはシングル「Beat the Odds」をリリースし、自身の危うく命を落としかけた経験と回復について詳細に語った。

## 2023年の事件
2023年1月16日、ティージェイはブロンクス区で交通検問の後、逮捕され警察に勾留された。ティージェイは当時、同じブロンクス出身のラッパー、アイス・スパイスとのビデオ撮影に向かっていた。警察は車内で拳銃を発見し、彼を逮捕した。彼は銃器所持で起訴され、公判日が2月14日に設定された。
ティージェイの弁護士であるドーン・フロリオは、警察が発見した銃はティージェイのものではないと主張している。彼女はまた、警察官が行った捜索は違法であったと主張している。なぜなら、車両は合法的に路上に駐車されており、ティージェイは車の乗客であったからである。

## 芸術性・音楽性
ブロンクス区で育った影響を受けて、ティージェイはメロディックなラッパーであり、自身の楽曲でオートチューンを頻繁に使用している。彼は同じニューヨーク州出身のラッパー、エイ・ブギー・ウィット・ダ・フーディと比較されている。『ローリング・ストーン』誌のインタビューで、彼は自身の音楽に最も影響を与えたアーティストがドレイク、ミーク・ミル、そしてアッシャーであることを明かした。同じインタビューで、ティージェイは自身の音楽について、過去の苦悩を歌う際にメロディックなサウンドを持つと説明した。ティージェイはまた、自身が刑務所で過ごした1年間が成功につながったと語っており、そこで曲作りの能力が最高潮に達したと主張している。『ピッチフォーク』のティージェイに関する特集記事では、彼は「ヒップホップ界の愛されキャラ」と称されている。後にインタビューで、ティージェイは、自身の楽曲「None of Your Love」でジャスティン・ビーバーの楽曲「Baby」をサンプリングしたことから、しばしば「ブロンクスのジャスティン・ビーバー」と呼ばれていると説明した。

## ライブパフォーマンス
ティージェイは2019年を通してシアトル出身のラッパー、リル・モジーの全米ツアーに同行した。彼はまた、2019年5月にマイアミガーデンズで開催されたミーゴス、トラヴィス・スコット、キッド・カディらが出演する3日間のローリング・ラウド音楽フェスティバルでパフォーマンスを行った。同年12月にはロサンゼルスのフェスティバルでも出演した。彼は親友のジェイ・グアポと頻繁にコンサートに出演し、パフォーマンスを行っている。
2022年9月、銃撃事件から数か月後、ティージェイは銃撃後初のコンサートを行った。彼は9月23日にニューヨークで開催された2022年ローリング・ラウドでステージに復帰した。

## ディスコグラフィ
スタジオ・アルバム
- 『True 2 Myself』（2019年）
- 『Destined 2 Win』（2021年）
- 『222』（2023年）
- 『Farewell』（2024年）

## ツアー
- No Escape（2019年）
- True 2 Myself（2020年）
- Destined 2 Win（2021年）
- Born 2 Be Great（2023年）
- Beat The Odds（2023年）
- The Good Life（2024年）
- Past 2 Present（2024年）